# Antonio Marini (peintre)

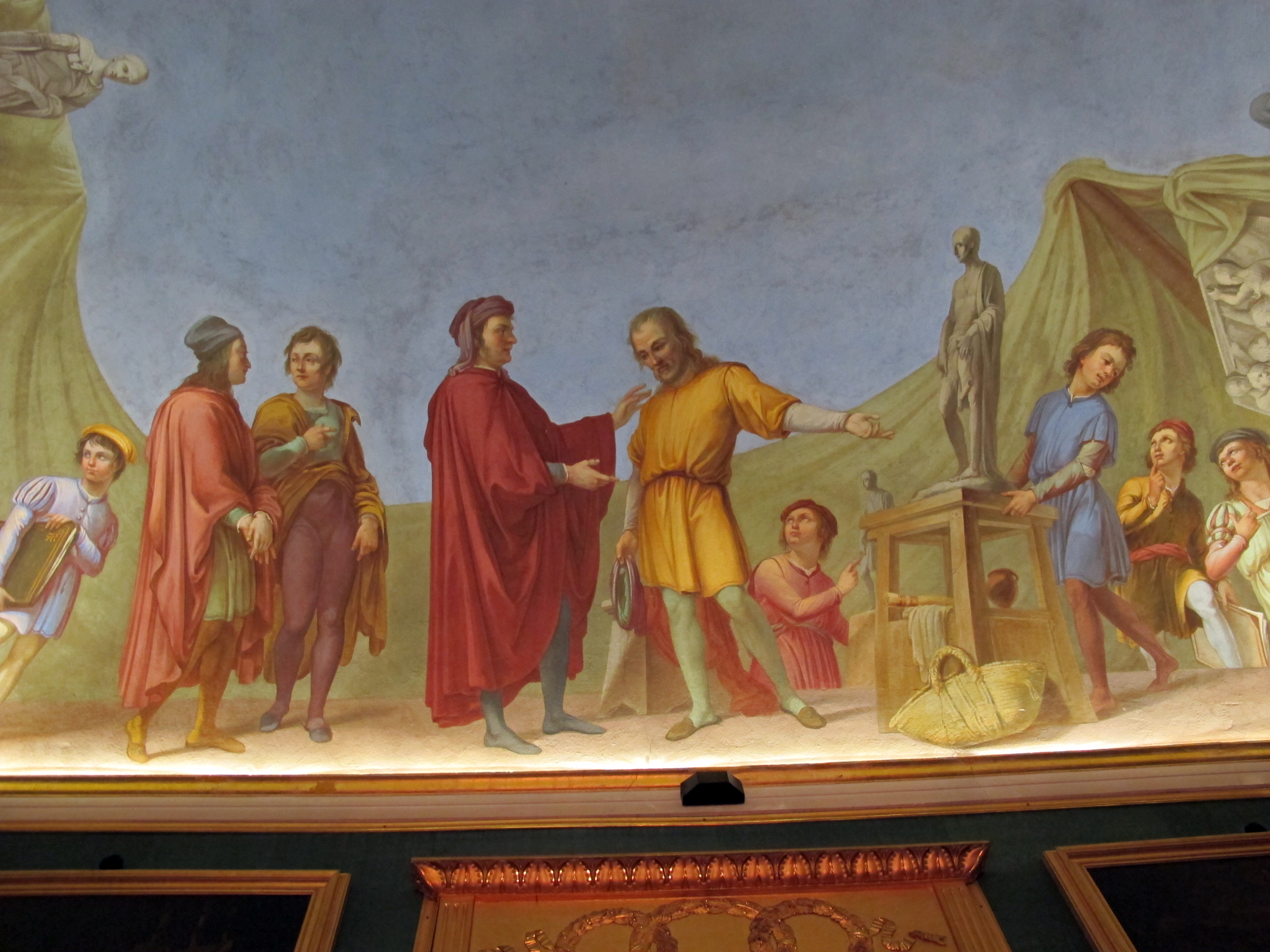
Fresques à la Casa Martelli, Florence.

Antonio Marini (né à Prato le 27 mai 1788 et mort à Florence le 10 septembre 1861) est un peintre italien, principalement de sujets sacrés pour les églises toscanes .

## Biographie
Antonio Marini est né à Prato. Au début de sa carrière, il a peint des fresques, dont l'une représentant Zeus en Olympe, pour le palais Esterhazy à Vienne. Il développa un style anachronique imitant les peintres du Quattrocento, appris en partie grâce à son activité de restauration d'œuvres similaires. En 1836, son contemporain Luigi Mussini le décrit comme ayant commencé à peindre des « Madones faiblement imitées d'après le néo-purisme des Allemands » du mouvement nazaréen comme Overbeck et ses associés.
Parmi ses fresques figurent Musique sacrée et profane,  Poésie et un chœur de Putti (1852) dans le salon de la maison du comte Guicciardini et au
Palazzo Martelli de Florence. Il a peint les fresques de la Vie de sainte Anne pour la chapelle dei Giuntini en l'église San Giuseppe de Florence. Parmi ses toiles réalisées à l'huile figure une Vierge embrassant l'Enfant (1843) et une Gloire à la Vierge (1847) pour l'église Santa Maria delle Carceri de Prato.
Marini a participé à la restauration (1840) des fresques du palais du Podesta de Prato.
Son épouse, Giulia Marini, a peint des paysages et des natures mortes.

## Pinacoteca Egidio Martini Venise

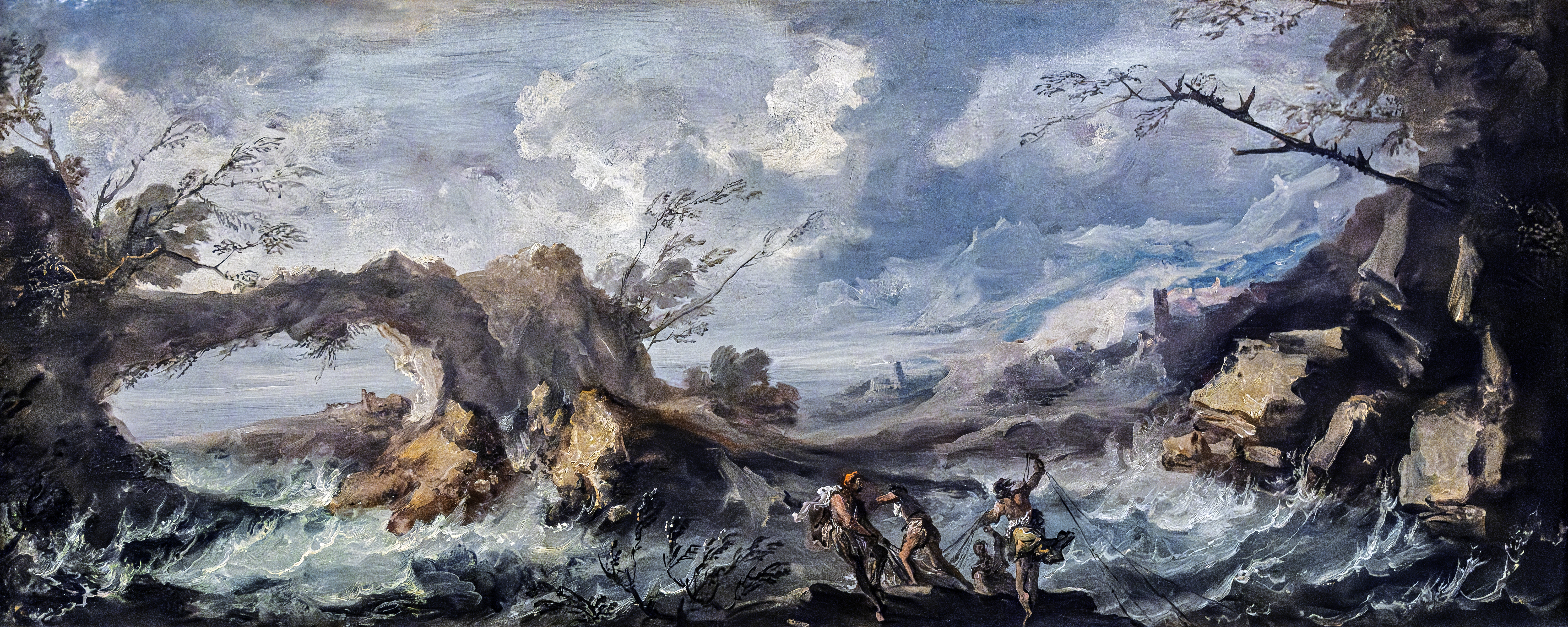
Tempête en mer avec arche naturelle
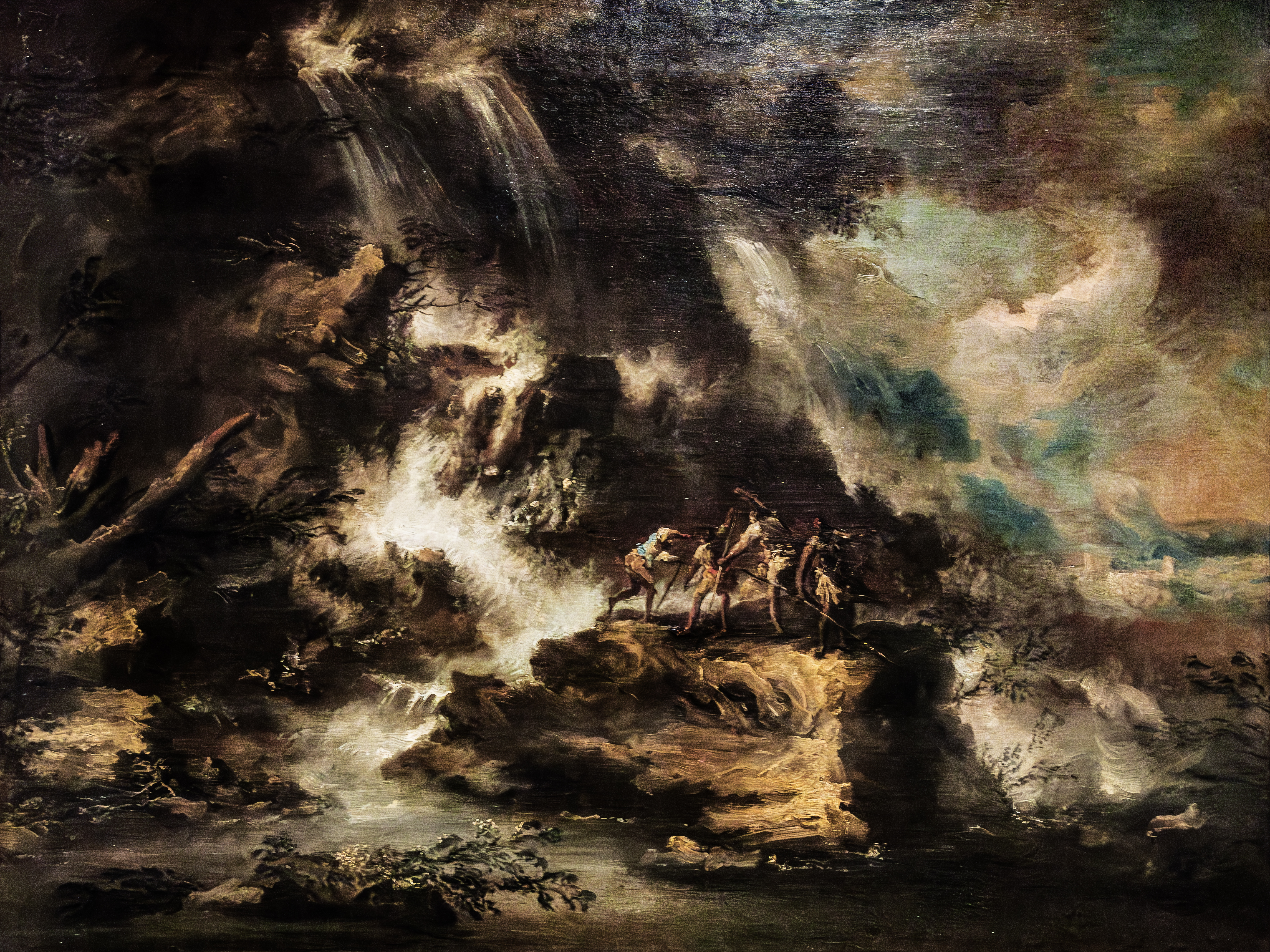
Paysage avec grande cascade
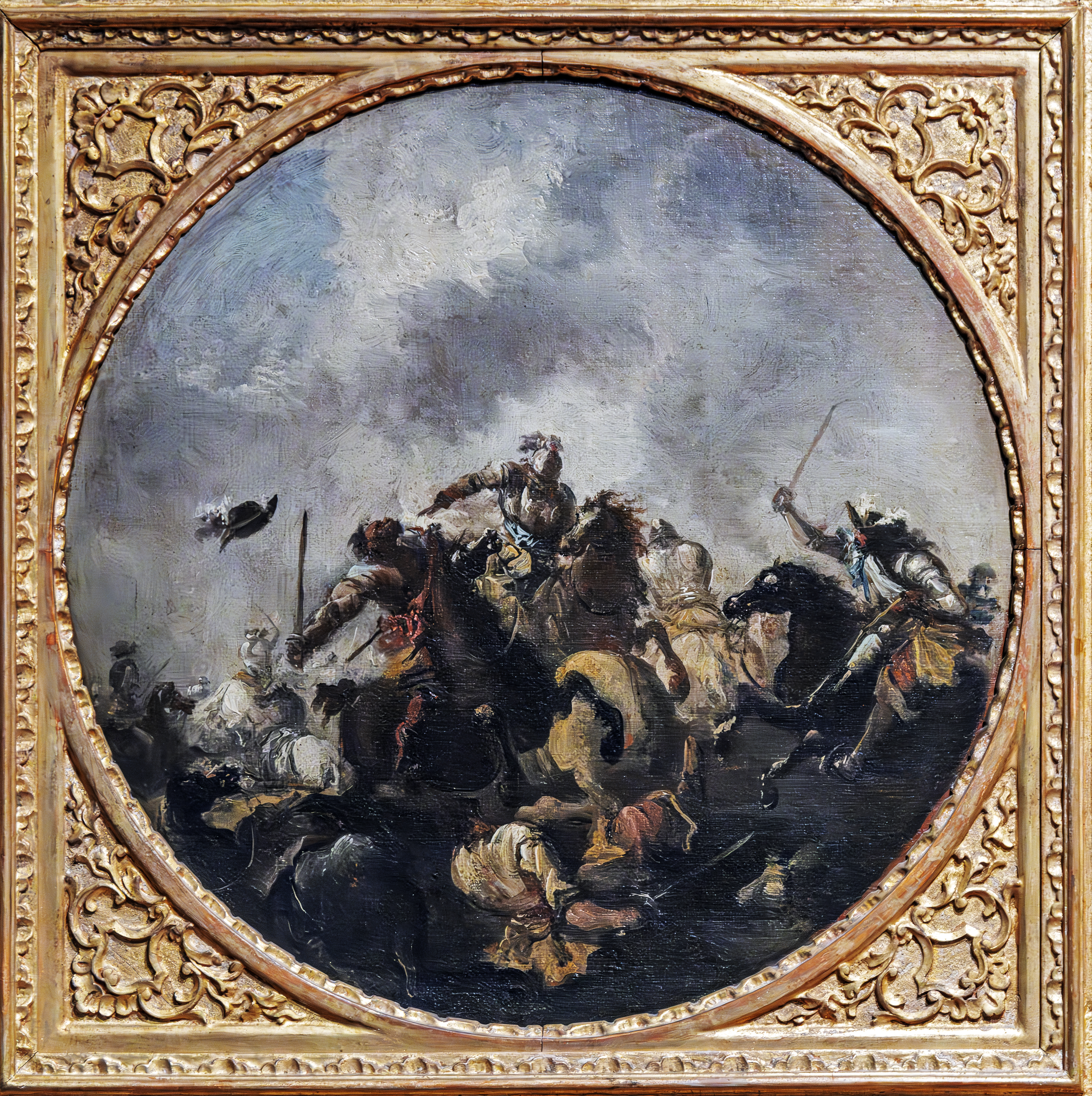
Scène de bataille (inv. 110)
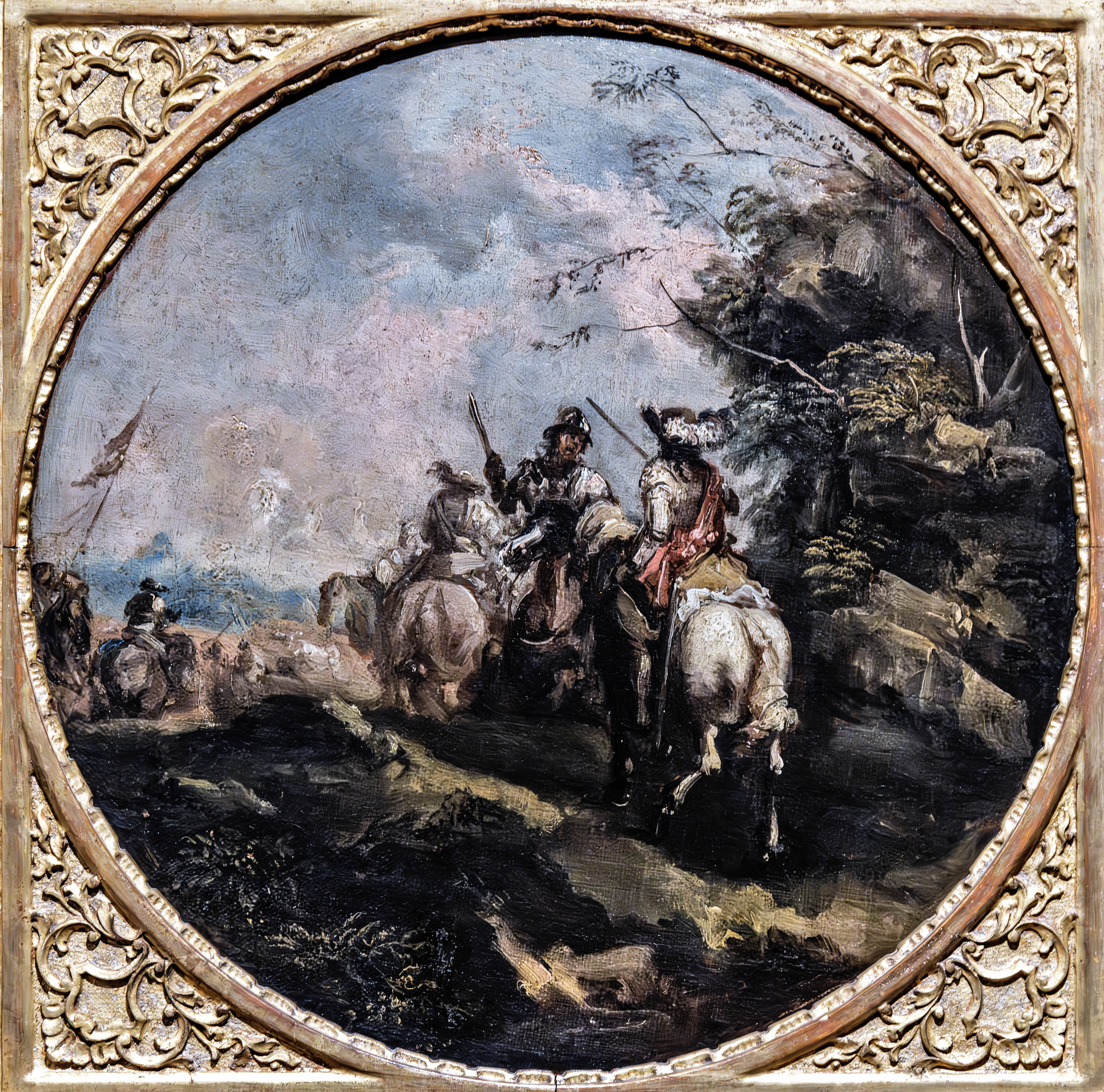
Rencontre rangée avec des chevaliers
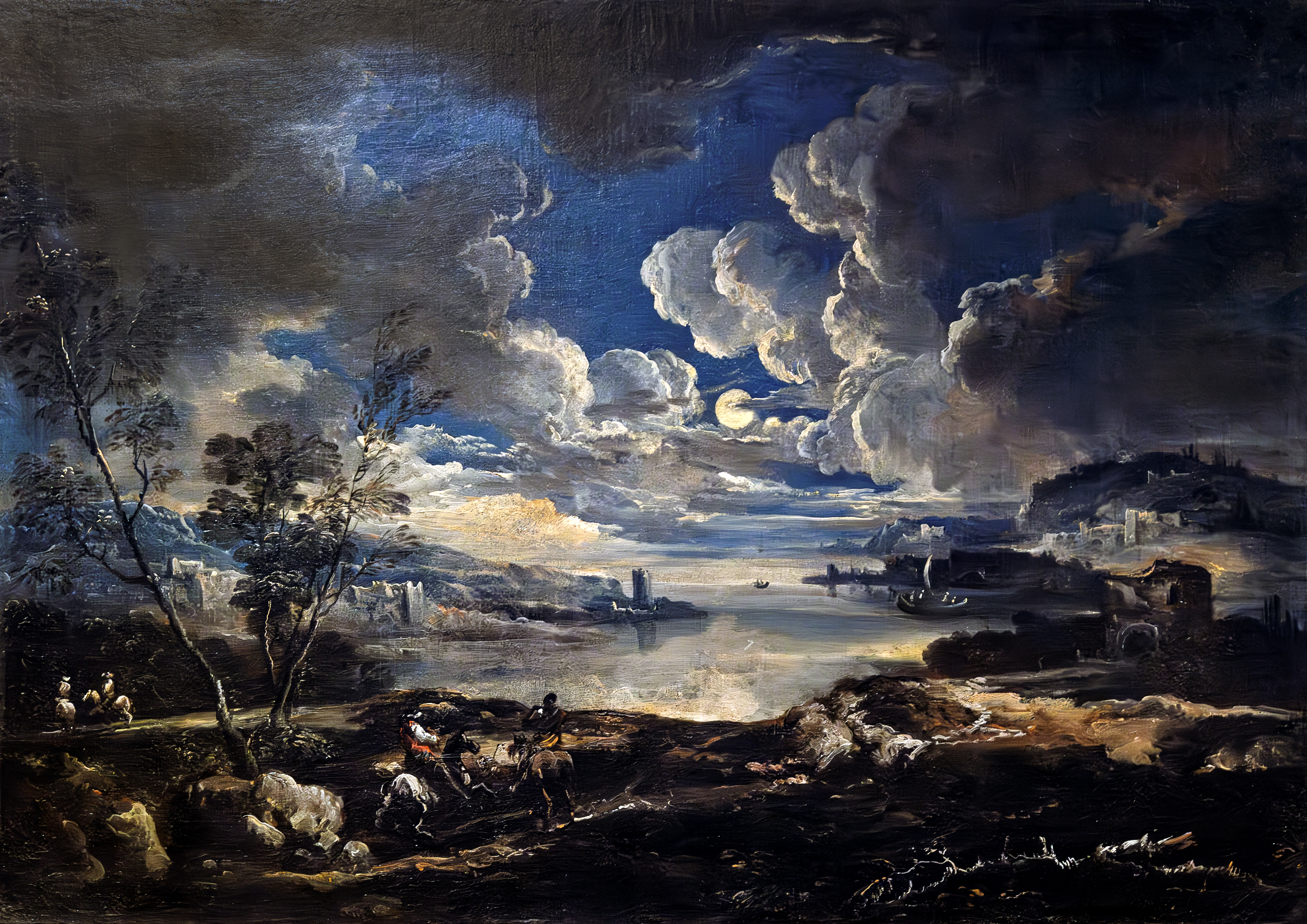
Nuit sur la mer avec des cavaliers